# Мусо Сосэки
Мусо Сосэки (яп. 夢窓 疎石 Мусо: Сосэки, 1275 — 20 октября 1351) — японский поэт, каллиграф, мастер садового искусства, монах-наставник школы риндзай-дзэн. Был одной из наиболее значительных фигур в культуре и религии эпохи Камакура и одним из виднейших творцов культуры годзан бунка.
Также известен под титулом Мусо-кокуси (夢窓国師, Мусо-наставник государства), присвоенным ему императором Го-Дайго. Это одно из его семи почётных имён, дарованных различными императорами, среди них также имена Сёкаку-кокуси (正覚国師) и Синсю-кокуси (心宗国師). Благодаря этим семи титулам его также называли Нанатё-тэйси, «Наставник семи императоров» (七朝帝師).

## Биография
Будущий Мусо Сосэки родился в провинции Исэ. По отцу он был потомком императора Уда в IX поколении. Матерью его была дочь Ходзё Масамуры, седьмого сиккэна сёгуната Камакура. В возрасте четырёх лет он потерял мать, и был отдан в храм Хирасиояма в ученики монаху Куа.
В 1283 году он стал монахом, и изучал буддизм традиций Сингон и Тэндай. В 1292 году он принял монашеские обеты в монастыре Тодай-дзи в Нара, и получил монашеское имя Тикаку. В 1293 году ему приснилось, что он посетил два храма в Китае, под названиями Содзан (кит. упр. 疎山, пиньинь Shūshān, палл. Шушань) и Сэкито (кит. упр. 石頭, пиньинь Shítou, палл. Шитоу), и там получил в дар портрет Дарумы, который ему было велено бережно хранить. Когда он проснулся, он решил, что его жизнь связана со школой дзэн, он отказался от прежней орденской принадлежности и отправился изучать дзэн в храм Кэннин-дзи в Киото под руководством Муин Эмпана, Кохо Кэннити и др. По большей части, однако, он занимался одиночной медитацией. Через некоторое время Кохо Кэннити признал его просветлённым.
В 1298 году Тикаку принял имя Мусо Сосэки, составив его из иероглифов «сон», «окно», и тех, которые были в названиях виденных им во сне храмов.
В 1325 году император Го-Дайго призвал Мусо Сосэки в Киото, чтобы тот возглавил великий храм Нандзэн-дзи. Вскоре он был приглашён регентом Ходзё Такатоки в Камакуру, где служил в Дзёти-дзи и Энгаку-дзи. В 1327 году при поддержке Никайдо Доуна он основал Дзуйсэн-дзи, ставший важным культурным центром. После этого он возглавлял Кюко-дзи в префектуре Коти и другие монастыри. Он получил признание у Ходзё Садатоки и Ходзё Садааки.
После падения сёгуната Камакура его снова призвал к себе в Киото император Го-Дайго, и здесь он построил монастыри Сайхо-дзи и Ринкавадэра.
После того, как реставрация Кэмму императора Го-Дайго потерпела крах (1336), и сёгуном стал Асикага Такаудзи, Мусо Сосэки стал активно поддерживать клан Асикага и завоевал их поддержку, которой пользовался до конца жизни. В его карьере значительную роль сыграл Асикага Тадаёси.
Мусо помог братьям Асикага усилить сеть дзэнских монастырей системы годзан и вспомогательную сеть монастырей Анкоку-дзи по всей Японии. Это помогло создать национальную религиозную систему и укрепить власть сёгуната. В 1339 году, после смерти Го-Дайго, он открыл в Киото монастырь Тэнрю-дзи, призванный обеспечить императора в загробной жизни. Сад перед резиденцией настоятеля монастыря является одной из его важных работ, включивших в себя элементы ландшафта Арасиямы около Киото. Этот сад рассматривается как свидетельство его гениальности в области ландшафтного дизайна.
В 1345 году (в период Муромати) он основал монастырь Тэнрю-дзи в Киото, который считается его основным трудом. Мусо Сосэки разделяет с Асикагой Тадаёси и торговцем Сихоном заслугу в открытии заново торговых отношений между Японией и Китаем. В результате успешной торговой миссии Мусо Сосэки удалось закончить строительство Тэнрю-дзи.
Мусо Сосэки умер в 1351 году в возрасте 77 лет.

## Ученики
Мусо Сосэки обучил много монахов в разных монастырях. Традиционно указывается число 10 000 его учеников. Среди них выделяется два главных: Сюнъоку Мёха и Мукёку Сигэн.
- Сюнъоку Мёха (1311—1388), известный как первый настоятель Сёкоку-дзи (основан в 1384), был племянником Мусо Сосэки и самым близким его учеником. Он составил сборники трудов своего учителя и хронологическую таблицы его жизни.
- Мукёку Сигэн (1282—1259) — непосредственный преемник Мусо Сосэки на посту настоятеля Тэнрю-дзи
- Гидо Сюсин, наставник сёгуна Асикага Ёсимицу, поэт (один из крупнейших творцов годзан бунгаку) и мемуарист;[6]
- Дзэккай Тюсин
- Сэйдзан Дзиэй
- Тэссю Токусай[7]
- Рюсю Сютаку

## Сады
Ниже приведён список садов, известных как работы Мусо Сосэки или приписываемых ему. Всё, что построил Сосэки, значительно пострадало во время войны Онин, и современные сады являются реконструкцией.
- Сайхō-дзи, более известный как Кокэ-дэра в Киото — часть всемирного наследия ЮНЕСКО, и одно из «особо красивых мест» (токубэцу мэйсё) Японии
- Тэнрю̄-дзи в Киото — входит в список Всемирного наследия ЮНЕСКО, и является одним из «особо красивых мест» Японии.
- Эйхō-дзи в Тадзими, префектура Гифу — одно из «особо красивых мест» Японии.
- Эрин-дзи, в префектуре Яманаси — одно из «особо красивых мест» Японии.
- Дзуйсэн-дзи в Камакура — одно из «особо красивых мест» Японии.
- Дзёти-дзи
- Энгаку-дзи в Камакура
- Тōнандзэн-дзи в Киото
- Ринсэн-дзи в Киото